# Próspero

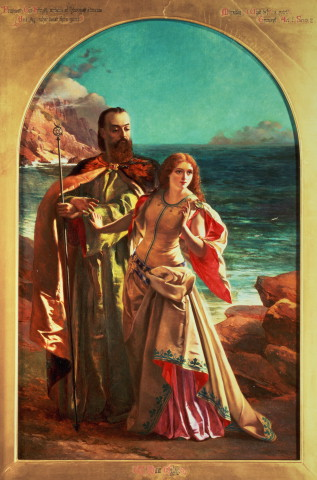
Próspero y Miranda por William Maw Egley.

Próspero es el protagonista en La tempestad, obra de teatro de William Shakespeare. 
Próspero era el legítimo Duque de Milán, quien (con su hija Miranda) fue enviado a morir en un bote por su hermano usurpador Antonio, con el fin de convertirse en Duque. Próspero y Miranda sobrevivieron en el bote y encontraron exilio en una pequeña isla. Él había aprendido magia, la cual usa para controlar a los otros personajes. En la isla, se convirtió en el amo de Calibán y Ariel.
Por fortuna, Antonio navega cerca de la isla y Próspero conjura la epónima tempestad que fuerza a él (y a otros) a desembarcar. Próspero recupera su ducado de Antonio en el transcurso de la obra. Al final, Próspero ahoga sus libros y renuncia a la magia. 
Algunos sostienen que Próspero representa un colonizador, por su tratamiento hacia Calibán y Ariel y su uso general del poder.[cita requerida]

## Discurso de Próspero
El soliloquio y epílogo de La tempestad es considerado uno de los discursos más memorables de toda la literatura shakesperiana. En él, Próspero, renunciando a la magia, reconocerá los límites del hombre.

### Epílogo
Mis hechizos acabaron, y tan sólo me quedaron estas pobres fuerzas mías. Tendré que pasar mis días en este islote desierto, si de Nápoles al puerto Benignos no me mandáis. ¡Ah, por Dios!, no permitáis, ya que logré mi ducado y al traidor he perdonado, que me quede sin consuelo de esta isla en yermo suelo; antes rompan vuestras manos estos lazos inhumanos, y con vuestro blando aliento hinchad mis velas; mi intento (que no es otro que agradar) de otra suerte ha de fallar. Mi arte ya no puede nada ni en sirena, duende, ni hada, y habré de morirme luego si es que no me salva el ruego que hasta el alto cielo llega, y de suerte tal doblega, que hasta la merced asalta, y libra de toda falta.
Si queréis hallar perdón, ¡Ay!, dejad por compasión que me ponga en libertad vuestra indulgencia y piedad.